# مورین جورج
مورین جورج (انگلیسی: Maureen George؛ زادهٔ ۱ سپتامبر ۱۹۵۵) بازیکن هاکی روی چمن اهل زیمبابوه بود.
وی به‌همراه تیم ملی هاکی روی چمن زنان زیمبابوه به مدال طلا بازی‌های المپیک تابستانی ۱۹۸۰ رسیده‌است.